# Lepidodactylus listeri
Espèce
Synonymes
- Gecko listeri Boulenger, 1889

Statut de conservation UICN

 EW  : Éteint à l'état sauvage
Lepidodactylus listeri est une espèce de geckos a famille des Gekkonidae. Cette espèce est considérée comme éteinte à l'état sauvage par l'UICN depuis 2017.

## Répartition
Cette espèce était endémique de l'île Christmas en Australie.

## Publication originale
- Boulenger, 1889 : On the reptiles of Christmas Island. Proceedings of the Zoological Society of London, vol. 1888, p. 534-536 (texte intégral).